# عبد الله فاضل
عبد الله فاضل، مواليد 1930 في قالمة بولاية قالمة، وتوفي في 10 نوفمبر 2005 في جسر قسنطينة بولاية الجزائر، سياسي جزائري، والي في الإدارة العامة في الجزائر.

## سيرة شخصية
- والي الواحات (1965-1970).
  - وزير الشباب والرياضة (1970-1977)، حيث لا يوجد وزير للشباب والرياضة حمل الحقيبة مدة طويلة في تاريخ الجزائر مثله.[1]
- سفير (1979-1991).
- عضو حزب الشعب الجزائري (1947).
- عضو المنظمة الخاصة (1948)، بتكليف من محمد بوضياف لإعادة تنظيم وتنظيم الأعضاء السابقين لنظام التشغيل في منطقة عنابة.
- أبريل 1954: شارك في إنشاء اللجنة الثورية للوحدة والعمل.
- أغسطس 1954 : مسؤول عن منطقة عنابة.
- أكتوبر 1954 تم نقله إلى الولاية التاريخية الثالثة بموجب أوامر كريم بلقاسم كمفوض سياسي.
- 1 نوفمبر 1954 : بدء وإعلان ثورة جبهة التحرير الوطني وإعادة تنظيم ميتيكا ميليت.

## دراسات
كان جزءاً من الكشافة الإسلامية الجزائرية إلى جانب صديقه الراحل عبد الكريم السويسي.

## الثورة الجزائرية
كان من أول من ناضل في صفوف الحزب الشعبي الجزائري، أدى نشاطه النشط داخل نظام التشغيل إلى اعتقاله وسجنه في أوائل الخمسينيات.
في اليوم التالي لإطلاق سراحه في عام 1955، انضم إلى الجبال للانخراط بشكل كامل في النضال من أجل استقلال الجزائر، وهو هدف وضعه لنفسه منذ سن مبكرة.

## بعد الاستقلال
كان رئيس الدائرة ثم والي الساورة بعد الاستقلال، فواليًا للواحات، ثم وزير الشباب والرياضة خلال السبعينيات، وفي عام 1978، صار سفير الجزائر في فنزويلا، ثم في يوغوسلافيا.، واتحاد الجمهوريات الاشتراكية السوفياتية والأرجنتين، كان عضوا سابقا في اللجنة المركزية لجبهة التحرير الوطني.
كان عضوا في المجلس الشعبي الوطني من 1997 إلى 2002.

## مسار
| N° | المنصب                                                                          | البداية       | النهاية       |
| -- | ------------------------------------------------------------------------------- | ------------- | ------------- |
| 01 | والي الواحات (حاليًا تضم كلم من الوادي، غرداية، إيليزي، الأغواط، ورقلة، تمنراست) | 8 يونيو 1965  | 21 يوليو 1970 |
| 02 | وزير الشبيبة والرياضة - حكومة بومدين الثالثة                                    | 21 يوليو 1970 | 23 أبريل 1977 |
| 03 | نائب في المجلس الشعبي الوطني                                                    | 5 يونيو 1997  | 12 أبريل 2002 |

## المرض والوفاة
بعد مضاعفات مرض السكري (اعتلال الأنف والاعتلال العصبي...)، توفي عن عمر يناهز 75 عامًا، صباح يوم 10 نوفمبر 2005 ، في المستشفى العسكري في عين نعجة في جسر قسنطينة في ضواحي الجزائر العاصمة، حيث مكث في المستشفى لعدة أشهر.
دُفن يوم 11 نوفمبر 2005 في مقبرة زغوان في عنابة.